# Кортезе, Изабелла
Изабелла Кортезе (Isabella Cortese, годы активности — около 1561) — итальянский алхимик и писательница Ренессанса.
В 1561 году её книга I secreti della signora Isabella Cortese впервые была напечатана в Венеции; она описывала алхимию для широкого круга читателей. В ней были описания медицинских и косметических средств, советы о том, как вести хозяйство и обсуждение того, как превратить металл в золото. Это была популярная книга, которая пережила несколько изданий в семнадцатом веке. По словам Изабеллы, её познания появились в большей степени благодаря путешествиям, нежели чтению старых текстов по теме.
Изабелла входит в число женщин, упомянутых Джуди Чикаго в её инсталляции «Этаж наследия».